# Gare d’Oullins
Gare d’Oullins vasútállomás Franciaországban, Oullins településen.

## Vasútvonalak
Az állomást az alábbi vasútvonalak érintik:
- Moret–Lyon-vasútvonal

## Kapcsolódó állomások
A vasútállomáshoz az alábbi állomások vannak a legközelebb:
- Gare de Pierre-Bénite (Gare de Moret - Veneux-les-Sablons)
- Lyon-Perrache pályaudvar (Lyon-Perrache pályaudvar)